# Portugal en la Primera Guerra Mundial

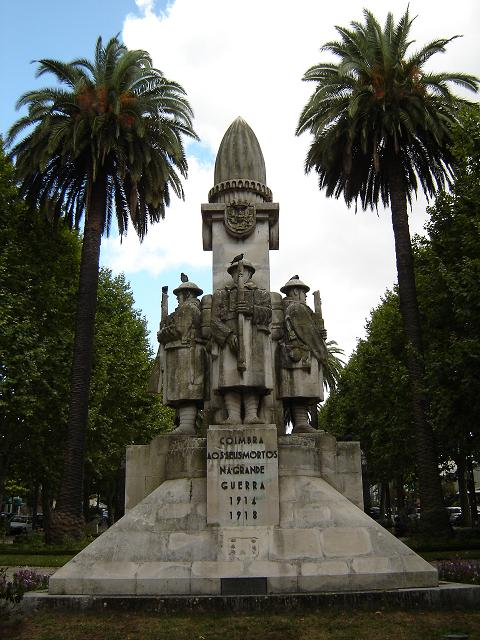
Monumento a los soldados portugueses que murieron en la Primera Guerra Mundial en Coímbra, Portugal.

Evolución de las alianzas en la Primera Guerra Mundial (1914-1918) en todo el planeta:
Entente
Colonia, dominio y/o territorios ocupados por la Entente
Potencias centrales
Territorio ocupado por las potencias centrales o sus colonias
Neutral

La Primera República Portuguesa inicialmente no formó parte del sistema de alianzas involucradas en la Primera Guerra Mundial. Por lo tanto, permaneció neutral al comienzo del conflicto en 1914. Sin embargo, a pesar de que Portugal y el Imperio alemán permanecieron oficialmente en paz durante más de un año y medio después del estallido de la Gran Guerra, existieron enfrentamientos hostiles entre los dos países. Tradicionalmente aliado al Reino Unido, Portugal quería cumplir con las solicitudes británicas de ayuda y proteger sus colonias en África, por lo que se produjeron enfrentamientos con las tropas alemanas en el sur de Angola portuguesa, que limitaba con África del Sudoeste Alemana, en 1914 y 1915. Las tensiones entre Alemania y Portugal también surgieron como resultado de la guerra submarina alemana, que buscaba bloquear el Imperio británico, en ese momento el mercado más importante para los productos portugueses. Finalmente, las tensiones resultaron en declaraciones de guerra, primero por parte de Alemania contra Portugal en marzo de 1916.
La participación de Portugal provocó la movilización militar y el colapso del comercio marítimo causaron numerosos problemas sociales, como la inflación y el desabastecimiento. El movimiento obrero, en el que primaba la organización de los anarco-sindicalistas, tampoco se sentía representado por la República y fue muy combativo, con numerosas huelgas contra la carestía en las que se usaba la violencia política. El golpe de Estado de Sidónio Pais en 1917 pretendió crear una república presidencialista e integrar a monárquicos y católicos en el nuevo régimen. Sin embargo, tras su asesinato un año más tarde y una pequeña guerra civil entre monárquicos y republicanos en enero-febrero de 1919, se restauró la constitución de 1911. El sistema pervivió durante ocho años más, pero enfrentado a numerosos problemas sociales, golpes e insurrecciones, hasta que venció el golpe militar de 1926 que impuso la dictadura militar del Estado Novo.
Aproximadamente 12.000 soldados portugueses murieron durante el transcurso de la Primera Guerra Mundial, incluidos los africanos que sirvieron en sus fuerzas armadas en el frente colonial. Las muertes de civiles en Portugal excedieron 220.000: 82.000 causadas por la escasez de alimentos y 138.000 por la gripe española. En el Tratado de Versalles de 1919 Portugal solo obtuvo el puerto de Kionga.

## Antecedentes

Sistema de alianzas en Europa antes de la Primera Guerra Mundial:
Triple Entente
Triple Alianza
Países neutrales

Mapa del África colonial en 1914. Tras la Conferencia de Berlín (1884-1885), Europa se repartió toda África, con la excepción de Abisinia (actual Etiopía) y Liberia. Hubo continuas tensiones entre países durante la colonización del continente, visto como muy desfavorable para Italia y Alemania y muy beneficioso para Francia y Reino Unido.

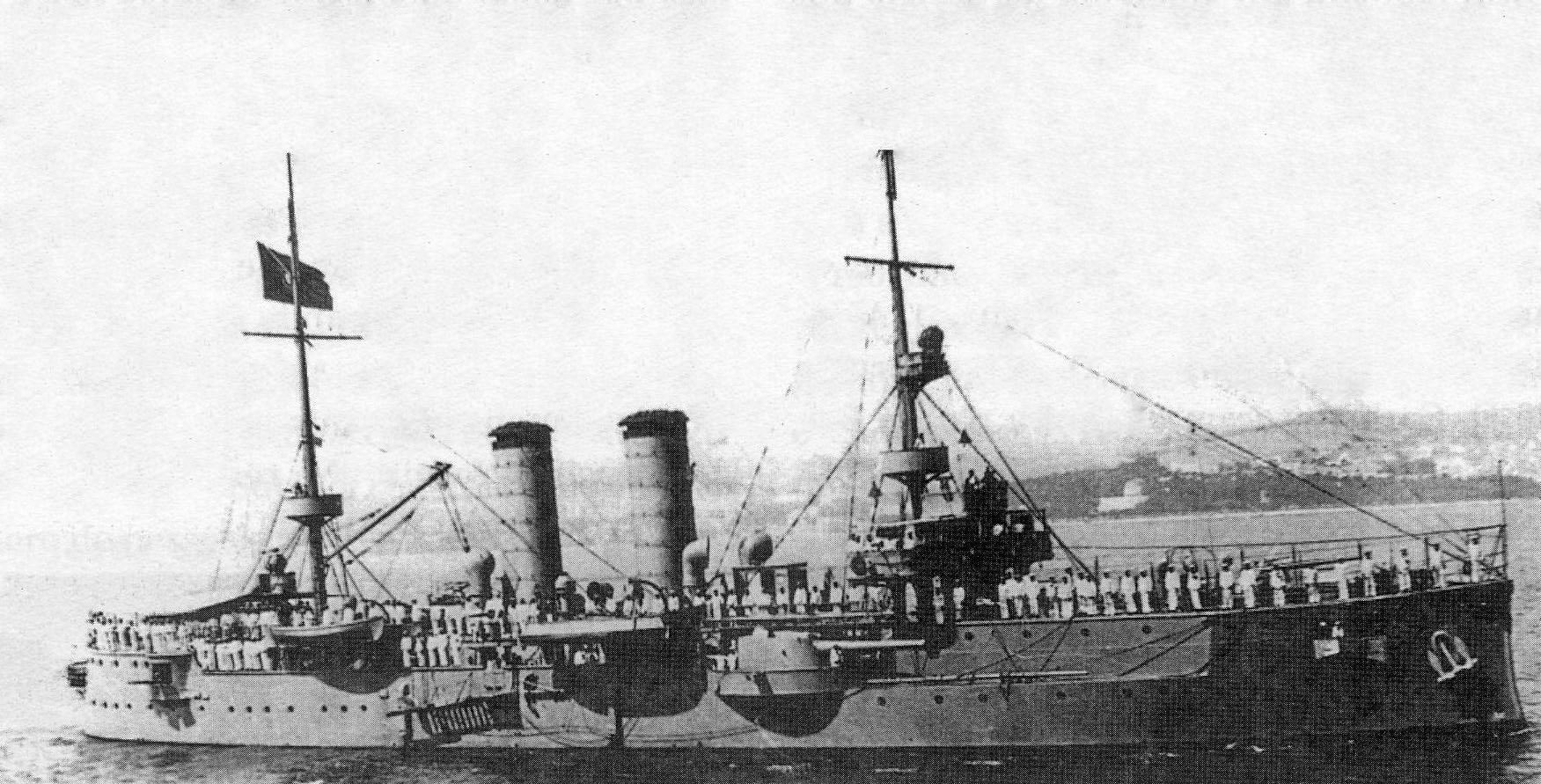
El buque blindado Vasco da Gama, buque insignia de la marina portuguesa a principios del.

El Imperio británico, que mantenía a desde hace tiempo una alianza con Portugal, movió influencias para que el país no participa activamente en la guerra e incluso antes del evento prometido abiertamente a dar a las colonias portuguesas de Alemania, lo que lleva Portugal para apoyar el Reino Unido por temor a la neutralidad. El gobernante Partido Demócratico, también movido por el hecho de que ya había combates entre las tropas portuguesas y alemanas cerca de las fronteras de las colonias en África, mostró un temprano interés en convertirse en una parte beligerante del conflicto. En septiembre de 1914 las primeras tropas fueron enviadas a África, donde se esperaban una serie de derrotas ante los alemanes, en la frontera sur de la Angola portuguesa con el África del Sudoeste Alemana y en la frontera norte del África Oriental Portuguesa (actual Mozambique) con el África Oriental Alemana. A pesar de estas luchas, la posición oficial del estado portugués era claramente ambigua. Los partidos de izquierda estaban del lado de los regímenes de Francia e Inglaterra, mientras que los de la derecha simpatizaban con los regímenes de las potencias centrales (Alemania y Austria-Hungría). Sin embargo, la pregunta era si Portugal entraría en la guerra o no ya que la entrada de Portugal en la guerra siempre sería junto a Inglaterra y Francia.
El régimen republicano decidió tomar una posición activa en la guerra por varias razones:
- Poner fin a la amenaza de una invasión por parte de España y de la ocupación extranjera de las colonias, y a nivel interno, creando un consenso nacional en torno al régimen e incluso en torno al Partido Democrático.
- Con miras a mantener sus colonias, a fin de reclamar su soberanía en la Conferencia de Paz que se suponía al final de la guerra.
- La necesidad de afirmar el prestigio y la influencia diplomática del Estado republicano, así como su legitimación dentro de los poderes europeos en gran parte monárquicos.
- La creencia de que era imperativo entrar en la guerra por el progreso nacional junto con las democracias.
- Compromiso de alianza con Inglaterra, aliado tradicional de Portugal, y afirmación de la autonomía de Portugal en asuntos bilaterales con Inglaterra.
- Frenar la influencia alemana en las poblaciones indígenas del sur de Angola y el norte de Mozambique y evitar las insurrecciones locales contra el dominio portugués.
- Defender las colonias de la posible penetración militar alemana que, además, se estaba materializando a través de escaramuzas fronterizas desde el comienzo de la guerra.
- La necesidad por parte del entonces gobernante Partido Democrático Afonso Costa de afirmar su poder político al involucrar al país en un esfuerzo de guerra colectiva, tanto contra la oposición republicana como contra las influencias monárquicas en el exilio.

Contraintuitivamente, el principal oponente de la entrada de Portugal en la Primera Guerra Mundial fue Inglaterra[cita requerida].

## 1916: Entrada oficial en la Gran Guerra

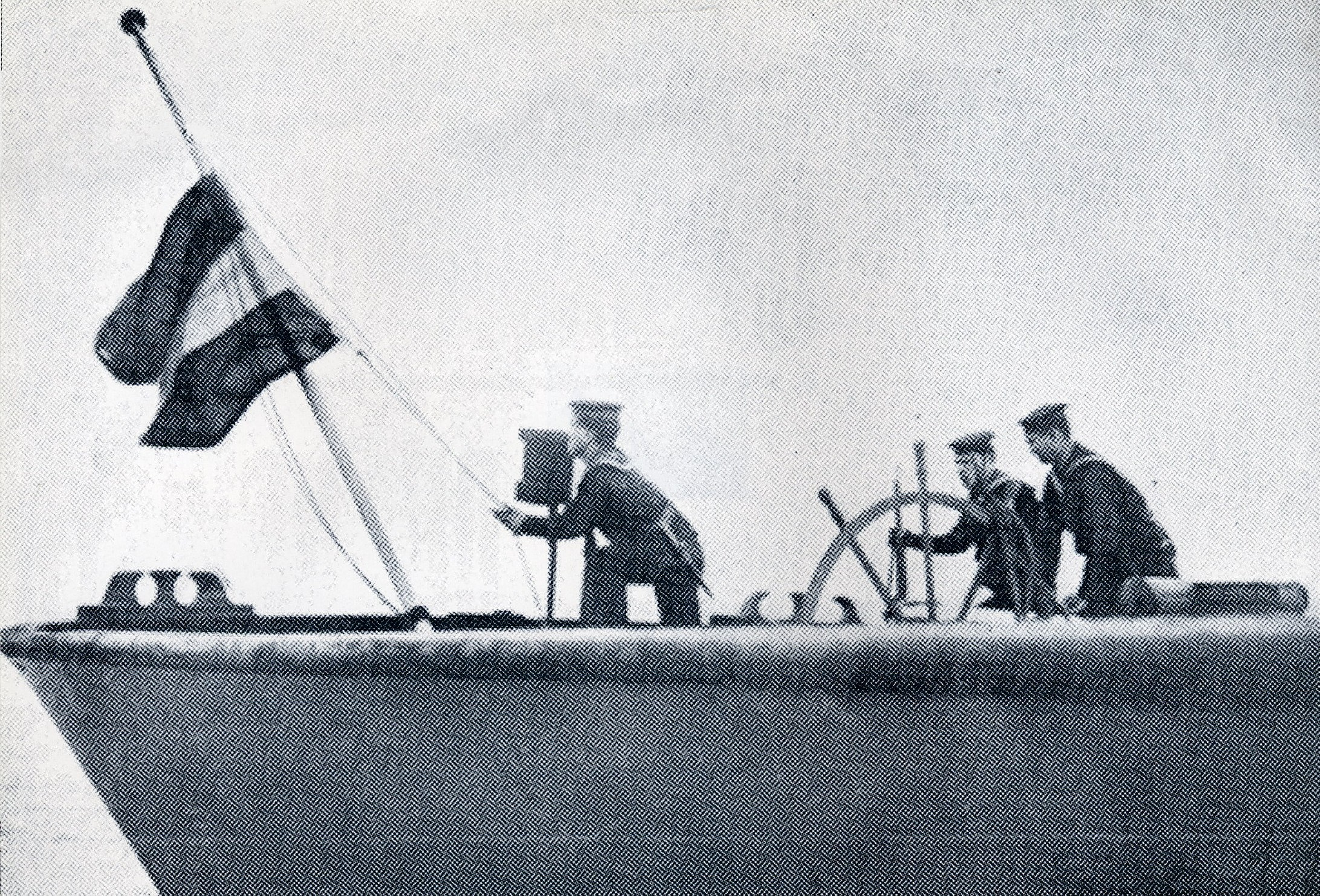
Arriando la bandera alemana, tras incautar un buque (1916).

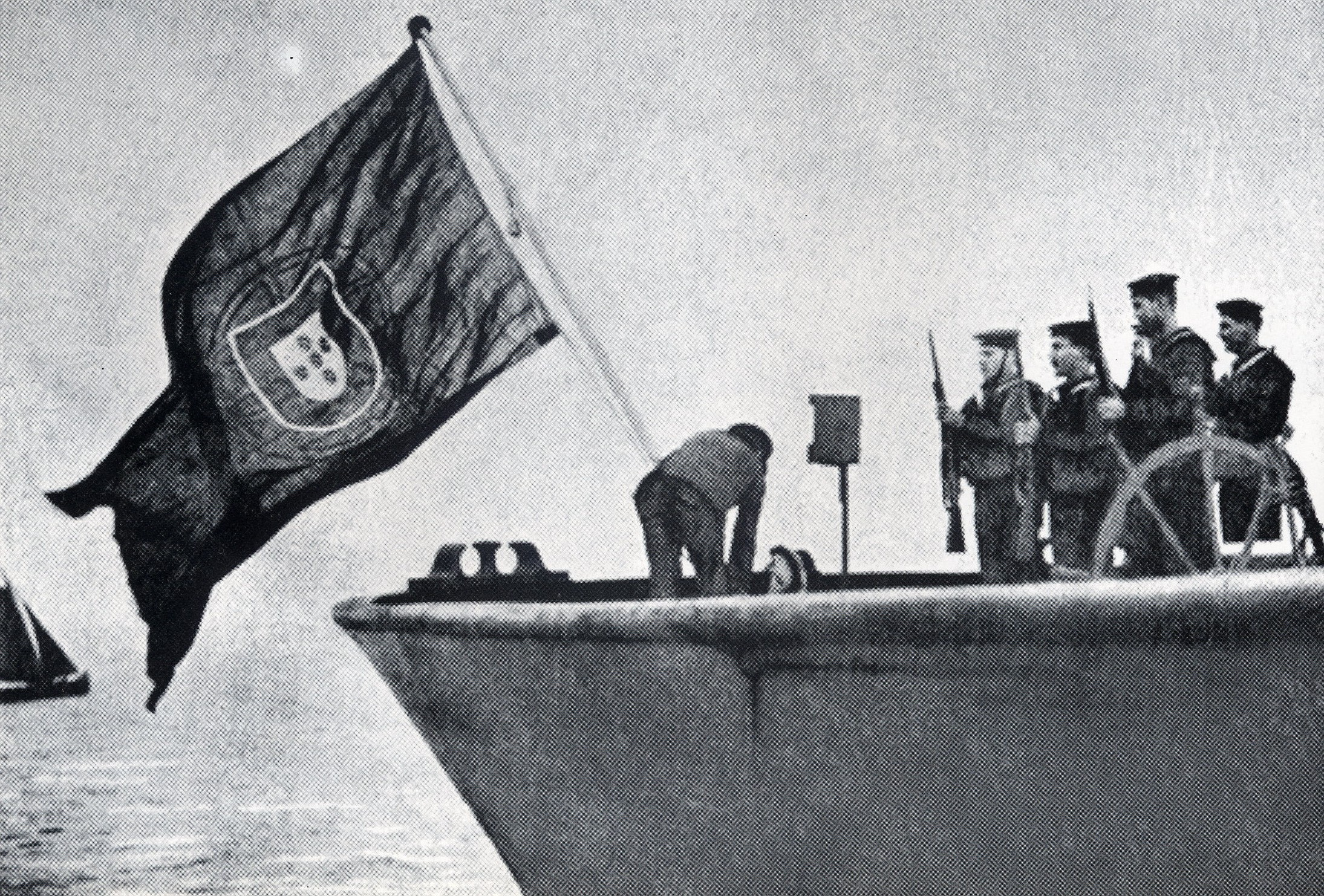
Izando la bandera portuguesa.

En febrero de 1916, Reino Unido le pidió al Estado portugués que abordara todos los barcos alemanes y austrohúngaros que estaban amarrados en la costa portuguesa. Portugal incautó un total de 72 buques alemanes, cediendo el 65% de estos para uso de Inglaterra, mientras que el 35% restante quedaron para uso portugués. Esta actitud justificó que Alemania le declarara oficialmente la guerra a Portugal el 9 de marzo de 1916 (a pesar de que llevaban luchando en África desde 1914).

## 1917-1918

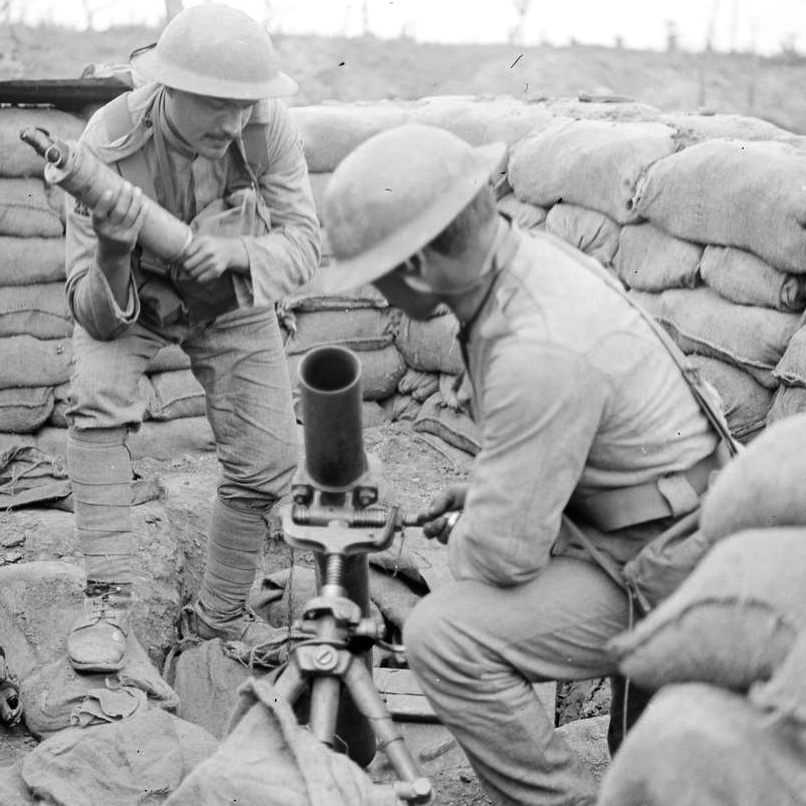
Fotografía de tropas portuguesas cargando un mortero Stokes en el frente occidental, a finales de la Primera Guerra Mundial.

En 1917, las primeras tropas portuguesas, del Cuerpo Expedicionario Portugués, se dirigieron a la guerra en Europa, hacia Flandes. Portugal luego se enfrentó a combates en Francia. La experiencia del cuerpo expedicionario portugués en el campo de batalla se registró en la publicación João Noble, soldado de la Gran Guerra, con ilustraciones y texto del capitán Menezes Ferreira.
En este esfuerzo de guerra, casi 200,000 hombres fueron movilizados. Las pérdidas alcanzaron a casi 10,000 muertos y miles de heridos, y los costos económicos y sociales fueron severamente más altos que la capacidad nacional. Los objetivos que llevaron a los políticos portugueses a entrar en la guerra fueron completamente frustrados. La unidad nacional no se lograría por este medio y la inestabilidad política se acentuaría hasta la caída del régimen democrático en 1926.

## En la Angola Portuguesa

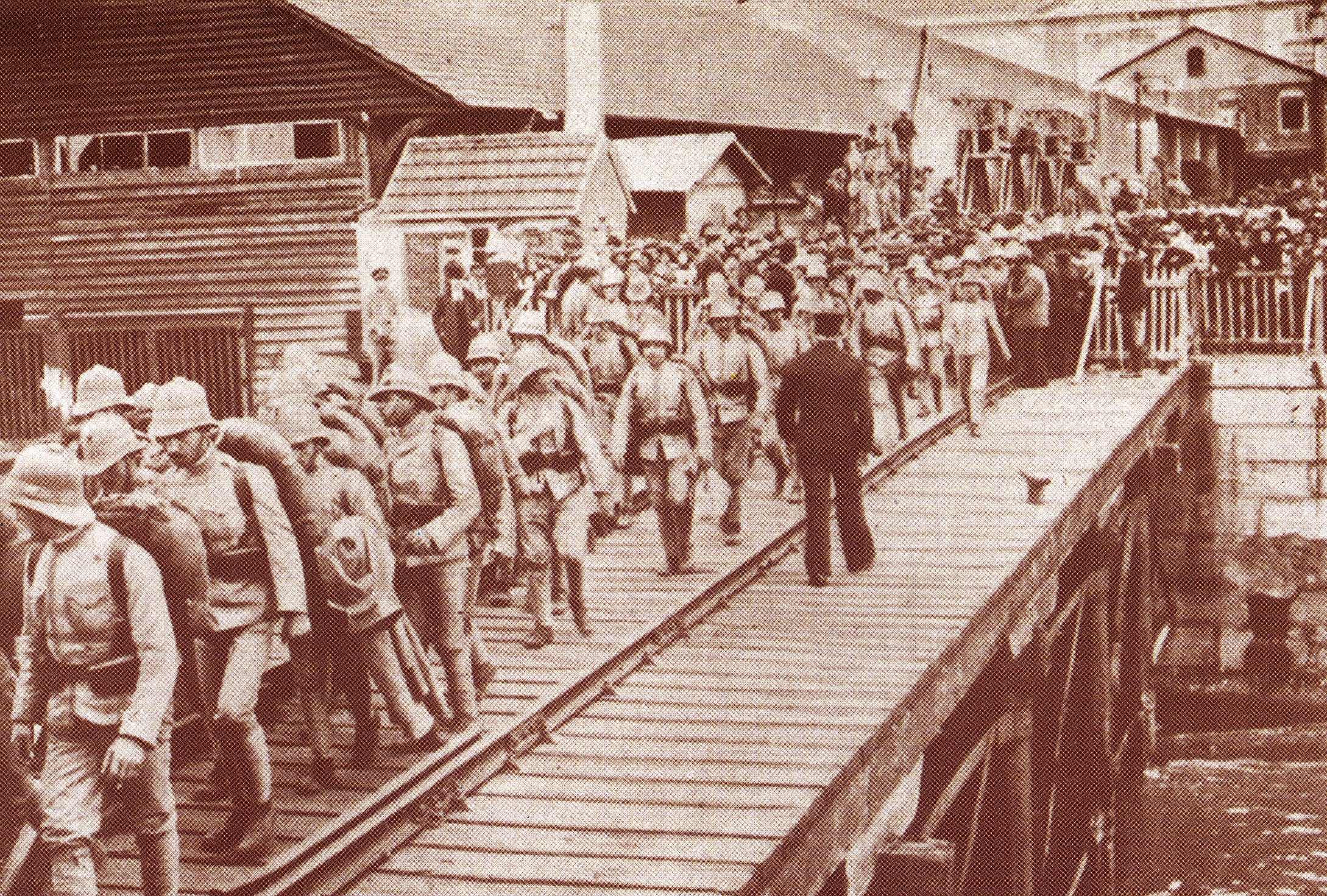
Tropas portuguesas que se embarcan rumbo a Angola.

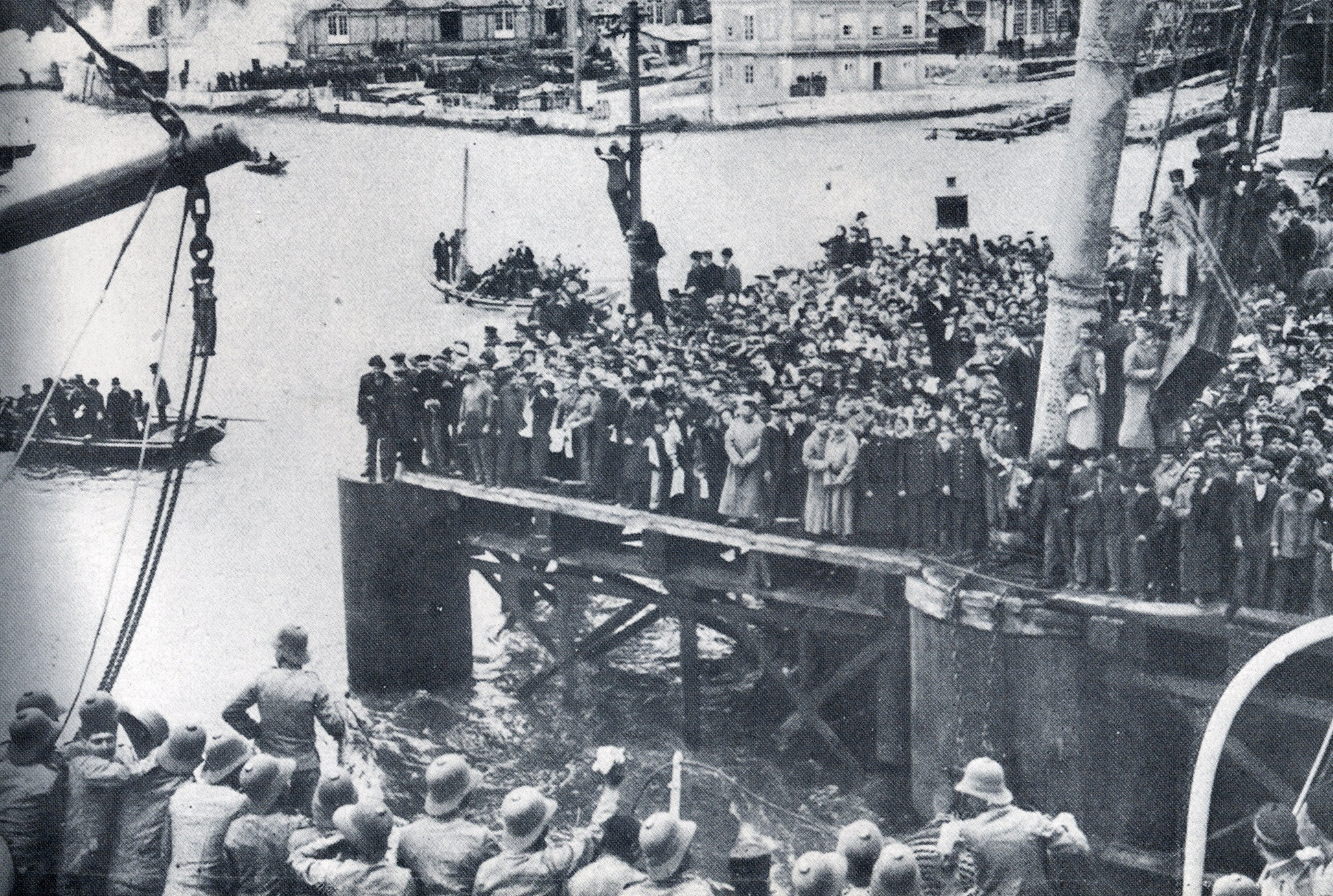
Embarque de tropas para Angola.

Bajo el mando de Alves Rohadas, una fuerza expedicionaria de 1600 hombres fue enviada a la Angola portuguesa en octubre de 1914.
En la frontera sur, después de un ataque alemán en el puesto fronterizo de Cuangar, las tropas portuguesas intentaron expulsar a los alemanes del territorio, pero en diciembre de 1914 fueron derrotados en Naulila (desastre de Naulila) y tuvieron que retirarse a Humbe. Las tropas alemanas también se retiraron, pero al mismo tiempo las poblaciones locales finalmente se rebelaron contra la soberanía portuguesa.
El gobierno portugués, debido a la revuelta local, tuvo que enviar 397 oficiales de la metrópoli y 12043 soldados, y desde el África Oriental Portuguesa (actual Mozambique) se envió dos compañías más de landins.

## En el África Oriental Portuguesa (actual Mozambique)

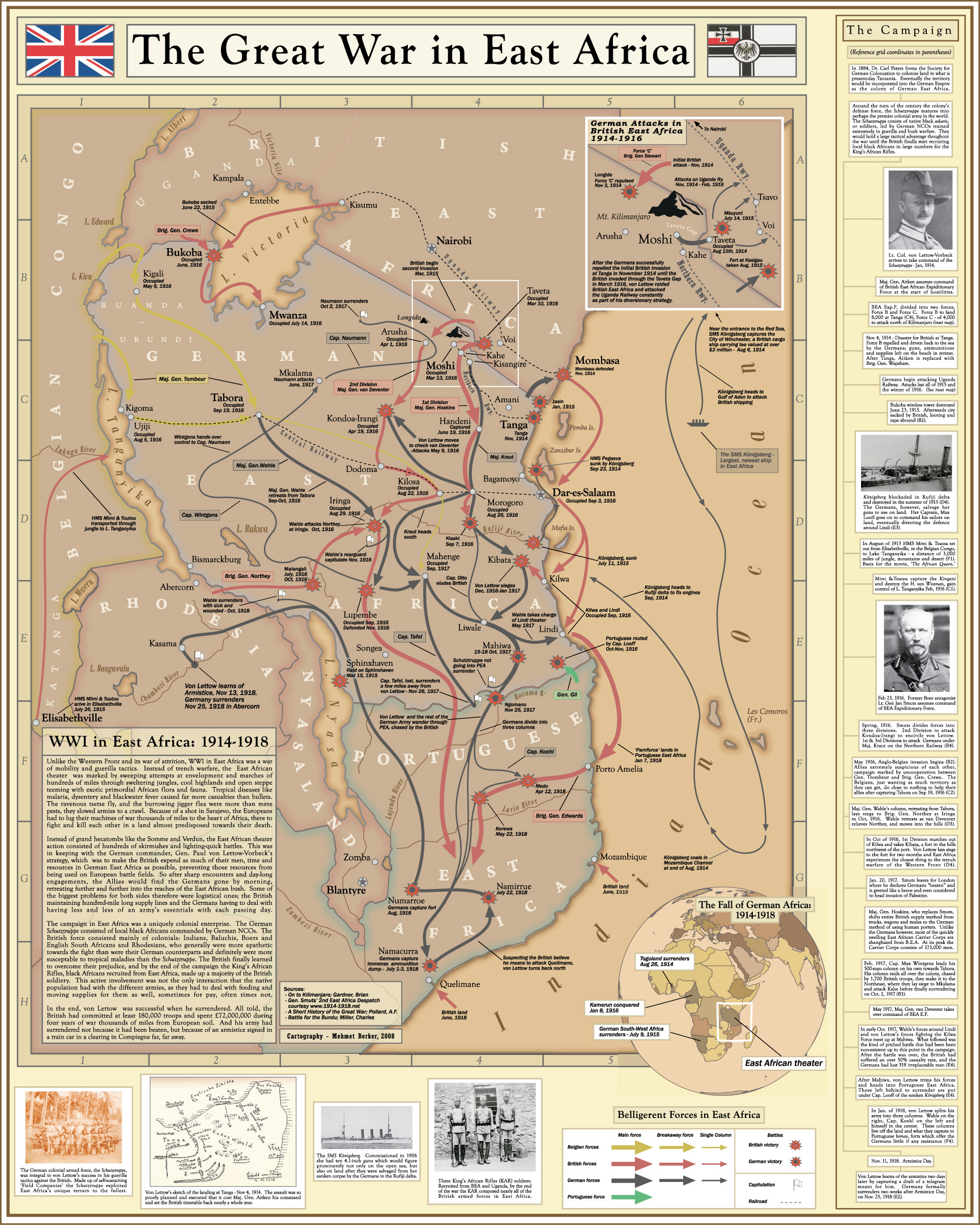
La guerra en el África Oriental Alemana.

Tras un ataque alemán contra el puesto fronterizo de Maziua en Rovuma, el gobierno portugués envió una fuerza de 1527 hombres al África Oriental Portuguesa (actual Mozambique). Esta fuerza, que llegó a Mozambique en octubre de 1914, estaba completamente desorganizada, por lo que después de unos meses, incluso sin tener ningún contacto con el enemigo, ya había perdido el 21% de sus tropas debido a las enfermedades.
En noviembre de 1915, una nueva fuerza de 1543 hombres llegó a Mozambique, comandada por Moura Mendes. Esta segunda fuerza tenía la intención de recuperar la isla de Kionga, pero también debido a la misma desorganización de la primera fuerza, solo en 4 meses perdió, por enfermedades, la mitad de las tropas. Solo en abril de 1916 se recuperó la pequeña isla de Kionga.
A fines de junio de 1916, la tercera fuerza enviada desde Portugal llegó a Mozambique, compuesta por 4642 hombres comandados por Ferreira Gil, con el propósito de pasar el Rovuma y atacar a las tropas alemanas al mismo tiempo que fueron atacadas en Tanganica por las fuerzas inglesas de Rhodesia, la Unión de Sudáfrica, de Kenia, el Congo Belga y la India británica. Esta tercera fuerza logra pasar Rovuma y conquistar Nevala, pero pronto es derrotado en la batalla de Nevala y tiene que retirarse a Mozambique.
En 1917, Portugal envía la cuarta fuerza a Mozambique, que está compuesta por 9786 hombres y comandada por Sousa Rosa.
Alemania tenía en el África Oriental Alemana una pequeña fuerza de 4000 askaris y 305 oficiales europeos, comandados por el general Paul von Lettow-Vorbeck .
Este general alemán siempre fue capaz de resistir los ataques de las fuerzas inglesas, a pesar de que estaban muy superados en número. Esto solo fue posible porque este general había usado una nueva forma de guerra (guerrilla), no estaba interesado en mantener o conquistar posiciones, pero manteniendo al enemigo siempre ocupado, para que no pudiera liberar soldados para enviarlos de regreso a Europa.
En noviembre de 1917 , Lettow-Vorbeck pasa el Rovuma y derrota a las tropas portuguesas en Negomano , y viaja a través de Mozambique siempre huyendo y derrotando a las tropas (inglesas y portuguesas) que encontró en el camino y provocando la revuelta de las poblaciones locales contra los portugueses. Este general alemán finalmente regresó a Tanganica.
Con el final de la guerra en Europa, el ejército alemán en ese momento en Rhodesia finalmente se rindió a pesar de que nunca fue derrotado.
Para Portugal fueron, además de las grandes derrotas militares, las revueltas de las poblaciones locales, que tardaron mucho tiempo en reprimirse.

## Cuerpo expedicionario portugués en Europa

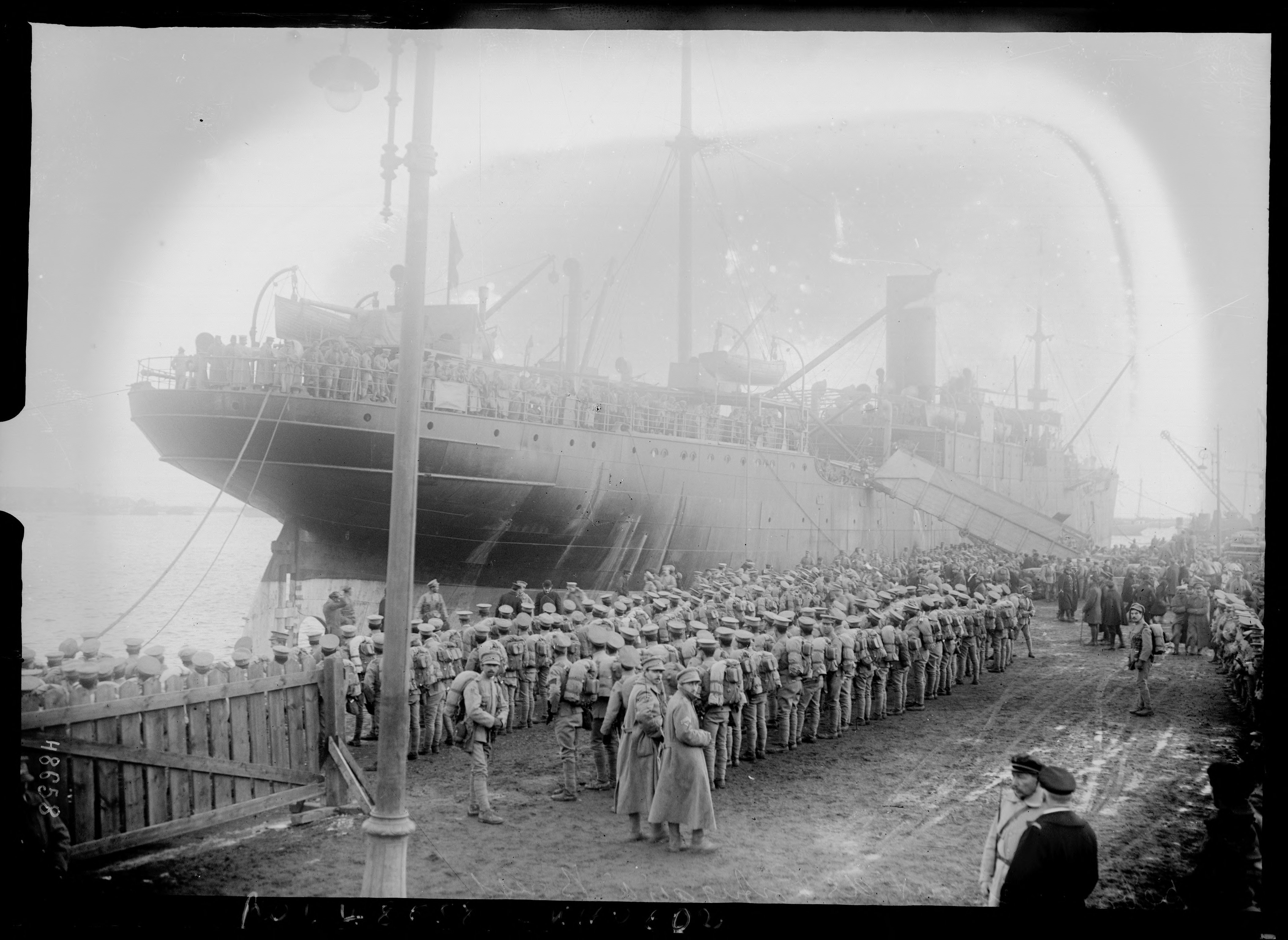
Las tropas portuguesas desembarcaron en Brest, Francia (1917).

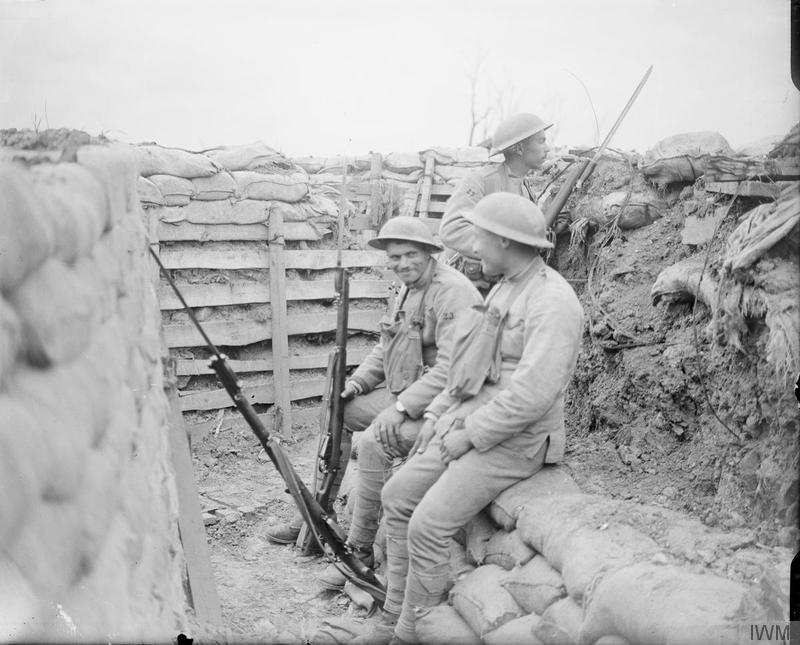
Soldados portugueses en una trinchera en Francia, cerca de Neuve Chapelle, 24 de junio de 1917.

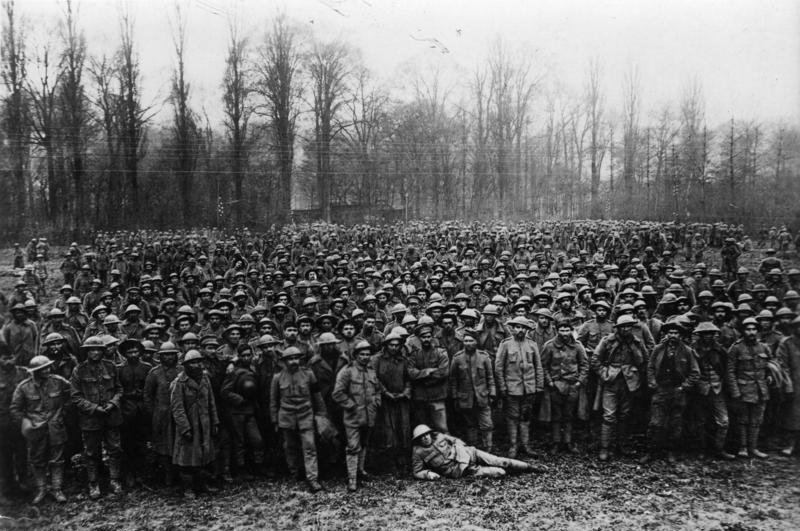
Prisioneros de guerra portugueses (1918).

A medida que aumentaba el número de muertos en el Cuerpo Expedicionario Portugués y su fin era previsible, la guerra se hizo cada vez más impopular[cita requerida].
El costo de vida aumentó, la escasez de alimentos y el desempleo aumentaron. Estos factores desencadenaron reacciones sociales violentas (huelgas y asaltos) que fueron explotados por unionistas y monárquicos, en contra de la intervención de Portugal en la confrontación armada y los defensores de la retirada de las tropas portuguesas de los campos de batalla de Europa.
Para este agravamiento de las condiciones de vida y los disturbios sociales y políticos, Afonso Costa no tenía soluciones, negándose a ingresar al gobierno de elementos de otros partidos republicanos, católicos e independientes.
Por otro lado, en Flandes, el Cuerpo Expedicionario sabía de su casi destrucción. En el día 4 del mes de abril de 1918 hay un motín de las tropas en el frente. Las condiciones de los soldados portugueses se vuelven tan difíciles que los británicos finalmente deciden relevar a los portugueses el 6 de abril.
El Cuerpo Expedicionario vivió días de horror e infierno: del 9 al 10 de ese mes, cuando la 2.ª División del Cuerpo Expedicionario portugués se retiró de los campos de batalla para ser reemplazado, sufrió uno de los bombardeos más grandes del ejército alemán seguido de un ataque masivo alemán. Aunque con grandes focos de resistencia por parte de los portugueses, el CEP casi es totalmente destruido (Cuarta Batalla de Ypres). Fue el comienzo del fin de la guerra para los portugueses.
El cuerpo expedicionario portugués se retiró a la retaguardia de los aliados. Algunas tropas formaban parte del ejército inglés y otras fueron utilizadas como mano de obra para abrir trincheras, lo que desmoralizaba cada vez más a los soldados lusos. Aun así, algunas divisiones todavía participaron en la marcha de la victoria en París en 1919 trayendo algo de gloria y honor a los portugueses.
1831 cuerpos de soldados del Cuerpo Expedicionario portugués están enterrados en el cementerio militar portugués de Richebourg, el único cementerio en Francia exclusivamente portugués.

## Consecuencias

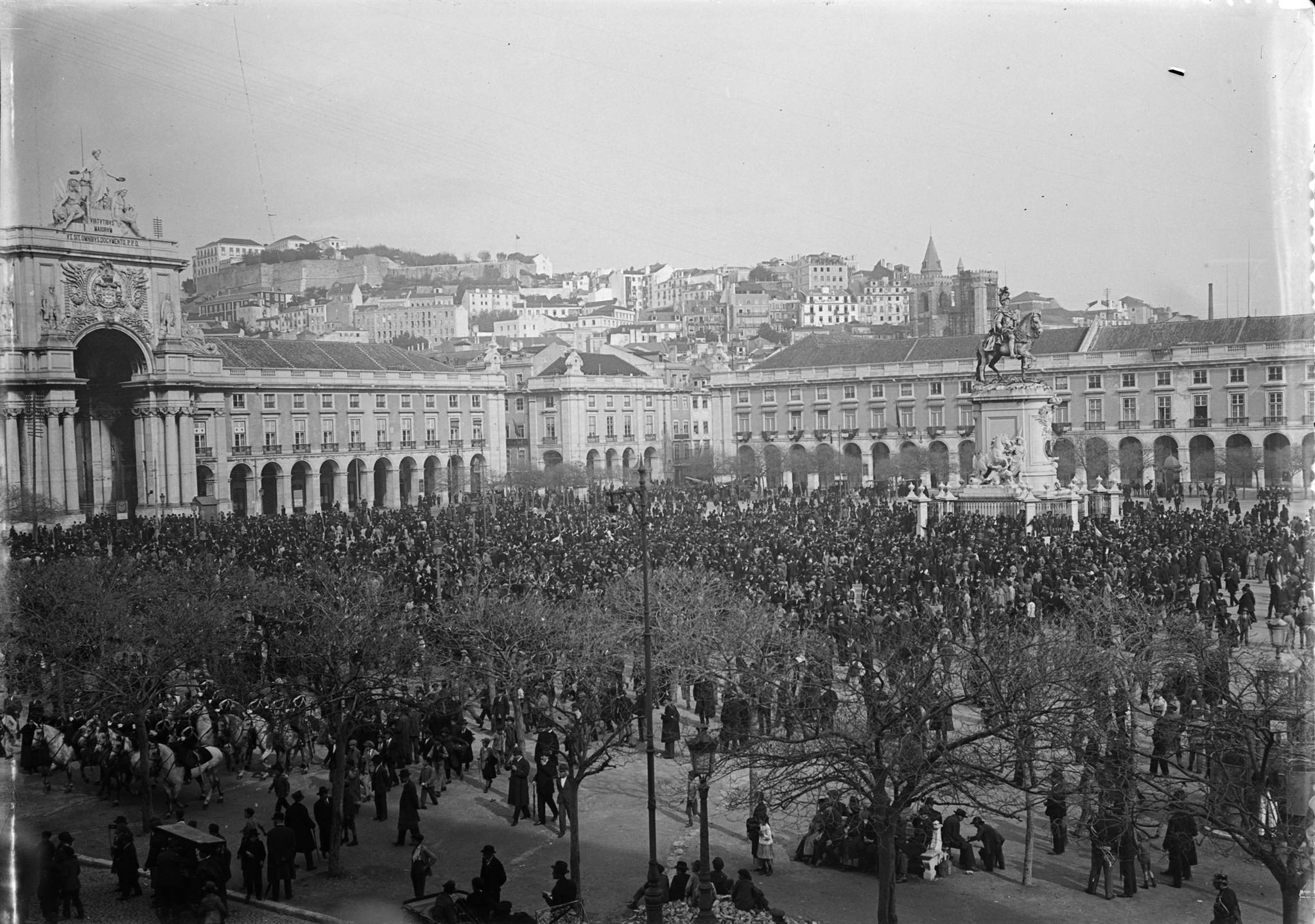
El jefe de Estado portugués anuncia la victoria para los Aliados en noviembre de 1918.

Durante la Ofensiva de los Cien Días en el verano de 1918, con el apoyo de las tropas estadounidenses que habían llegado para entonces, las tropas de los aliados obtuvieron una victoria final sobre las tropas alemanas (los soldados portugueses estuvieron muy involucrados en estas operaciones). Los alemanes acabaron pidiendo el armisticio que entró en vigor el 11 de noviembre.
Después de la guerra, estando entre los países victoriosos, Portugal fue invitado a firmar el Tratado de Versalles que redibujaba el mapa europeo y también el reparto de las colonias de los países derrotados. La delegación del país fue encabezada por el canciller António Egas Moniz, posterior premio Nobel. Según el Tratado de Paz, Portugal solo tuvo una ganancia territorial: el África Oriental Portuguesa (ahora Mozambique) se anexionó el llamado "Triángulo de Kionga" del África Oriental Alemana en la costa entre la desembocadura del río Rovuma y la frontera colonial. De los soldados portugueses involucrados en los combates, un total de 7,222 murieron y otros 13,751 heridos. A pesar de la victoria, el país se vio afectado por la guerra, su economía colapsó y la gripe española de la posguerra cobró decenas de miles de víctimas en Portugal. El país continuó luchando con las tensiones internas. El gobierno de Alfonso Costa se vio obligado a renunciar el 11 de diciembre de 1917, debido a las adversas consecuencias económicas, financieras y políticas de entrar en la guerra. Esto fue seguido por la dictadura de un año del exembajador en Berlín Sidónio Pais.
A finales de 1918 estalló un levantamiento monárquico en Oporto y Pais fue asesinado el 14 de diciembre de 1918 camino a Oporto. La rebelión fue reprimida por las fuerzas gubernamentales y, durante algún tiempo después de la muerte de Pais, fue seguida por los gobiernos republicanos, pero la inestabilidad continuó. La comida era escasa y la corrupción floreció. El 28 de mayo de 1926, bajo el mando del general Manuel Gomes da Costa, estalló un levantamiento militar en la ciudad ultra católica de Braga y pronto todo el ejército se puso del lado rebelde. Bernardino Machado presidente renunció unos días después. Los insurgentes entraron a la capital, Lisboa, sin luchar, luego de lo cual el general Gomes da Costa disolvió la república e introdujo una dictadura de derecha liderada por militares. El nuevo sistema dictatorial creado no pudo mejorar significativamente la situación en el país.
En 1928, António de Oliveira Salazar, se convirtió en el nuevo ministro de finanzas del país. El nuevo ministro aceptó su nombramiento con la condición de que tuviera el control total del tesoro sobre todos los ministerios. Gracias a las actividades del nuevo Ministro de Hacienda, las finanzas públicas estuvieron en una posición positiva (superávit) durante mucho tiempo y los indicadores económicos del país también han mejorado. En 1933, Óscar Carmona Salazar fue nombrado primer ministro, quien proclamó el Estado Novo. Era un sistema unitario, corporativo y autoritario que Salazar prácticamente lideraba como dictador. El régimen respaldado por el ejército funcionó durante décadas y se derrumbó sin derramamiento de sangre en 1974 después del colapso del imperio colonial.